# 唐川
唐川（1952年4月19日—2022年3月13日），本名曾均崧，男，苗栗縣南鄉人，台灣演員。1972年參加中國電視公司演員訓練班結業，熱愛戲劇表演工作。2007年行政院客家委員會諮詢委員，客家電視台節目《日頭下，月光光》演員，客家電視台配音領班及配音員，2006年客家電視台迷你劇集《伯公討細婆》製作人，2007年客家電視台迷你劇集《神秘列車》製作人。2021年3月因二次中風入院，並因肺部感染持續治療，一度狀況好轉，但2022年3月13日仍不敵病魔辭世。曾獲得教育部111年推展本土語言傑出貢獻獎個人獎。

## 電視劇
| 年份   | 頻道       | 劇名                                | 飾演                 |
|        | 台視       | 《中國民間故事－棒子麵窩窩頭》      | 朱公亮               |
|        | 台視       | 《中國民間故事－我的丈夫是公雞》    | 阿汀伯               |
|        | 台視       | 《中國民間故事－天狼神傳奇》        | 鐵牛                 |
|        | 台視       | 《目蓮傳》                          | 孫榮                 |
| 1994年 | 台視       | 《天眼－無言的執法者》              | 法醫                 |
| 1994年 | 台視       | 《天眼－會動的手指》                | 法醫                 |
| 1994年 | 台視       | 《天眼－靈幻奇案》                  | 陳武雄               |
| 1994年 | 台視       | 《天眼－愛恨之間》                  | 范大成               |
| 1995年 | 台視       | 《天眼－推動搖籃的手》              | 廖敬全               |
| 1995年 | 中視       | 《七夕花》                          | 歌舞團負責人（客串） |
| 1995年 | 華視       | 《劉伯溫傳奇－丹青恨》              | 蕭文海               |
| 1995年 | 華視       | 《驚世媳婦》                        | 黃議員               |
| 1996年 | 台視       | 《天眼－碟仙戀》                    | 檢察官               |
| 1996年 | 台視       | 《江湖小子》                        |                      |
| 1996年 | 華視       | 《第一世家》                        |                      |
| 1996年 | 華視       | 《台灣靈異事件》                    | 隊長                 |
| 1996年 | 華視       | 《阿足》                            | 順伯                 |
| 1996年 | 中視       | 《天師鍾馗－龍女鬥水怪》            | 胡父（胡有祥）       |
| 1997年 | 中視       | 《大巡按蕃薯官－蕃薯官罷官告皇帝》  | 劉公公               |
| 1997年 | 台視       | 《根》                              | 老板                 |
| 1997年 | 中視       | 《大姐當家》                        | 檢察官（客串)        |
| 1997年 | 中視       | 《苦戀花》                          | 邱老闆               |
| 1997年 | 華視       | 《我的阿爸我的子》                  | 鄉長（客串）         |
| 1998年 | 台視       | 《布袋和尚－吉人天相》              | 張老板               |
| 1998年 | 台視       | 《李鐵拐－紅顏劫》                  |                      |
| 1998年 | 台視       | 《李鐵拐－小氣財神》                | 畫攤老闆             |
| 1998年 | 台視       | 《千里眼順風耳》                    | 彭太師               |
| 1999年 | 台視       | 《台灣廖添丁》                      | 順記米行老闆         |
| 1998年 | 民視       | 《春天後母心》                      | 張金德               |
| 1999年 | 民視       | 《一枝草一點露》                    | 楊再生               |
| 1999   | 華視       | 《媽祖–靈龜情》                     | 龍王                 |
|        | 中視       | 《大巡按蕃薯官－王妃鬼保鑣》        | 楚公公               |
| 2000年 | 三立台湾台 | 《九指新娘》                        | 黄老闆               |
| 2001年 | 公視       | 《大醫院小醫師》                    | 劉文義父             |
| 2001年 | 公視       | 《寒夜》                            | 徐日星               |
| 2001年 | 中視       | 《嫁妝一畚箕》                      | 周瑞木               |
| 2002年 | 台視       | 《台灣英雄斧頭將軍》                | 范進德               |
| 2002年 | 三立台灣台 | 《台灣阿誠》                        | 趙文元               |
| 2002年 | 三立台灣台 | 《台灣霹靂火》                      | 院長                 |
| 2002年 | 三立台灣台 | 《戲說台灣－水流觀音》              | 秦有錢               |
| 2002年 | 三立台灣台 | 《戲說台灣－萬應公怪談》            | 阿達師               |
| 2002年 | 三立台灣台 | 《戲說台灣－鬼巡司董大爺》          | 王永金               |
| 2002年 | 三立台灣台 | 《戲說台灣－鬼王鍾馗》              | 林天松               |
| 2002年 | 三立台灣台 | 《戲說台灣－打鬼救夫》              | 邱水旺               |
| 2002年 | 華視       | 《麻辣鮮師》                        | 葉校董               |
| 2003年 | 八大第一台 | 《第一劇場－真情勝天》              | 劉德福               |
| 2003年 | 三立台灣台 | 《戲說台灣－寡婦鐘》                | 村長                 |
| 2003年 | 民視       | 《日正當中》                        | 菱角                 |
| 2003年 | 台視       | 《再見阿郎》                        | 周校董               |
| 2003年 | 三立都會台 | 《西街少年》                        | 助理                 |
| 2004年 | 三立台灣台 | 《台灣龍捲風》                      | 法官                 |
| 2004年 | 民視       | 《慾望人生》                        | 黃金川               |
| 2004年 | 台視       | 《兄弟姐妹》                        | 趙律師               |
| 2004年 | 民視       | 《意難忘》                          | 方金川               |
| 2005年 | 客家電視台 | 《戀戀舊山線》                      | 黄義賓               |
| 2006年 | 客家電視台 | 《魔法咖啡廳》                      | 徐樹森               |
| 2006年 | 衛視中文台 | 《驚異傳奇－作家的筆》              | 總編輯               |
| 2006年 | 民視       | 《再生緣》                          | 李昌化               |
| 2007年 | 台視       | 《神機妙算劉伯溫－怒犯天條》        | 仙人                 |
| 2007年 | 民視       | 《藍色水玲瓏-當舖有鬼之人小鬼大》   | 呂當歸               |
| 2007年 | 民視       | 《藍色水玲瓏-當舖有鬼之白紗魅影》   | 呂當歸               |
| 2007年 | 民視       | 《藍色水玲瓏-當舖有鬼之鬼枷鎖》     | 呂當歸               |
| 2007年 | 民視       | 《藍色水玲瓏-當舖有鬼之當歸的秘密》 | 呂當歸（呂清水）     |
| 2008年 | 民視       | 《愛》                              | 唐四川               |
| 2008年 | 民視       | 《濟公－我一定要成仙》              | 林守財               |
| 2009年 | 三立都會台 | 《比赛開始》                        | 二毛父               |
| 2010年 | 大愛       | 《情義月光》                        | 古父                 |
| 2010年 | 大愛       | 《幸福的青鳥》                      | 梁父                 |
| 2010年 | 台視       | 《家有四千金》                      | 土虱                 |
| 2011年 | 客家電視台 | 《雲頂天很藍》                      | 曾明義               |
| 2011年 | 民視       | 《廉政英雄－飆速100》               | 許家浩               |
| 2012年 | 民視       | 《父與子》                          | 阿川                 |
| 2012年 | 台視       | 《東門四少》                        | 金文德               |
| 2012年 | 大愛       | 《聽見，愛》                        | 林父                 |
| 2013年 | 民視       | 《廉政英雄－決戰時刻》              | 杜嚴明               |
| 2014年 | 台視       | 《雨後驕陽》                        | 阿祿師               |
| 2014年 | 民視       | 《你照亮我星球》                    | 余漢                 |
| 2014年 | 大愛       | 《他是我兄弟》                      | 陳健三               |
| 2014年 | 大愛       | 《河畔卿卿》                        | 吳右第               |
| 2015年 | 大愛       | 《最美的雲彩》                      | 葉雲金               |
| 2016年 | 大愛       | 《蘇足》                            | 林父                 |
| 2016年 | 台視       | 《700歲旅程》                       | 許朝晃               |
| 2017年 | 客家電視台 | 《勞動之王》                        | 蕭明正               |
| 2017年 | 大愛       | 《清風無痕》                        | 謝外公               |
| 2019年 | 三立都會台 | 《網紅的瘋狂世界》                  | 林中華               |
| 2019年 | 民視       | 《多情城市》                        | 曾福                 |
| 2020年 | 大愛       | 《大林學校》                        | 士官長               |
| 2020年 | 東森戲劇台 | 《姊妹們追吧》                      | 朱國慶               |
| 2021年 | 公視       | 《茶金》                            | 清文公               |

### 電視電影
- 2006年：客家電視台《伯公討細婆》
- 2007年：客家電視台《神秘列車》飾 傅金田（老年）
- 2009年：公視 人生劇展《試管神仙》飾 李父
- 2010年：客家電視台《討海人》飾 吳天送
- 2012年：公視 人生劇展《辣妹釘孤支》飾 杜父
- 2018年：客家電視台《烏鴉燒》飾
- 2018年：客家電視台《大崎下》飾 鬍子
- 2021年：客家電視台《窩卡》飾 陳能興

## 電影
- 1992年：《潘金蓮之花弄月》
- 1995年：《新金瓶梅》（飾 吳二舅）
- 1998年：《綠帽風雲俱樂部》
- 1999年：《超級床上人之喜怒哀樂》
- 2014年：《到不了的地方》（飾 唐爸）

## 教育節目
- 2007年客家電視台《日頭下，月光光》（飾 唐日頭）

## 獎項紀錄
| 年份   | 頒獎典禮     | 獎項                       | 作品                         | 角色           | 結果 |
| ------ | ------------ | -------------------------- | ---------------------------- | -------------- | ---- |
| 2008年 | 第43屆金鐘獎 | 迷你劇集／電視電影男配角獎 | 客家電視電影院－《神秘列車》 | 傅金田（老年） | 獲獎 |
| 2010年 | 第45屆金鐘獎 | 迷你劇集／電視電影男主角獎 | 客家電視電影院－《討海人》   | 吳天送         | 獲獎 |
| 2021年 | 第56屆金鐘獎 | 迷你劇集／電視電影男主角獎 | 客家電影院─《窩卡》          | 陳能興         | 提名 |

## 外部連結
- 唐川在香港影庫上的簡介